# Shannon Henry
Shannon Henry es un personaje ficticio de la serie de televisión australiana Rush, interpretada por la actriz Jolene Anderson desde el 16 de julio de 2009 hasta el 17 de noviembre de 2011. 

## Antecedentes
Como hija única Shanon fue criada por su madre, una enfermera ya que su padre no pasaba mucho tiempo con ellas. Más tarde su madre se mudó a los suburbios para darle una mejor vida a Shannon y se casó con un empresario constructor. Durante sus estudios se especializó en psicología y criminología.
Profesionalmente Shannon es una persona eficaz, tenaz, una excelente negociadora y comprende a la perfección lo que la gente piensa.

## Biografía
Shannon llega por primera vez al equipo en el 2009 para cubrir el lugar de la oficial Grace Barry, quien después de estar en una explosión muere. Inmediatamente después de su llegada se gana el respeto de sus demás compañeros, se hace muy buena amiga de la oficial Stella Dagostino y comienza una relación con el oficial Brendan Joshua, sin embargo terminan más tarde después.
En el 2010 Shannon empieza a salir con su superior el oficial Lawson Blake, la relación continúa en el 2011; ese mismo año después de terminar de trabajar Shannon es violada por el oficial de policía Frank Reynolds, sin embargo al inicio no dice nada e incluso cambia su actitud con todos sus compañeros, incluyendo con Lawson por lo que todos se preocupan por ella al no saber lo que le sucede.